# Zaviralec od ciklina odvisne kinaze
Zaviralci od ciklina odvisne kinaze ali zaviralci CDK so skupina protirakavih učinkovin, ki delujejo z zaviranjem encima od ciklina odvisne kinaze (CDK; angl. cyclin-dependent kinases). CDK so encimi, ki imajo ključno vlogo v procesu celične delitve. Zgodnje neselektivne učinkovine, ki so neselektivno zavirale encime iz skupine CDK, so izkazovale nesprejemljive neželene učinke. Novejše učinkovine selektivno zavirajo CDK4 in CDK6, zato izkazujejo boljši varnostni profil. Prva odobrena učinkovina iz skupine zaviralcev CDK4/6 je postal palbociklib, ki ga je ameriški Urad za prehrano in zdravila leta 2015 odobril za zdravljenje napredovalega raka dojke.
Neželeni učinki zaviralcev CDK4/6 so večinoma blagi in obvladljivi. Najpogostejše je škodljivo delovanje na krvotvorni sistem, zlasti pogosto se pojavlja nevtropenija; slabokrvnost in trombocitopenija sta redkejši. Med drugim se pojavljajo tudi utrujenost (pri okoli 40 % bolnic) in slabost, bolečine v trebuhu, zmanjšan tek, bruhanje in delno izpadanje las.
Na trgu so trije zaviralci CDK, palbociklib, ribociklib in abemaciklib. Njihova učinkovitost primerljiva, obstajajo med njimi razlike v profilu neželenih učinkov in součinkovanj z drugimi zdravili.

## Predstavniki
Doslej so za klinično uporabo odobreni naslednji zaviralci CDK4/6:
- palbociklib – prvi odobreni zaviralec CDK, ki mu je dovoljenje za promet dodelil ameriški Urad za prehrano in zdravila marca 2015,[6] Evropska agencija za zdravila pa novembra 2016, in sicer za zdravljenje lokalno napredovalega ali razsejanega hormonsko pozitivnega in HER2-negativnega raka dojke;[7][8][9]
- ribociklib – za zdravljenje lokalno napredovalega ali razsejanega hormonsko pozitivnega in HER2-negativnega raka dojke so ga v Evropski uniji odobrili konec avgusta 2017, in sicer v kombinaciji z zaviralci aromataze kot začetno ali nadaljevalno hormonsko zdravljenje.[10] Predtem so ga odobrili že v ZDA marca 2017;[11]
- abemaciklib – v ZDA so ga odobrili 28. septembra 2017,[12] v Evropski uniji pa 27. septembra 2018.[13]

## Mehanizem delovanja
Zaviralci od ciklina odvisne kinaze delujejo z zaviranjem encimov iz skupine od ciklina odvisnih kinaz, ki imajo ključno vlogo v procesu celične delitve. Zgodnje neselektivne učinkovine so neselektivno zavirale encime iz skupine CDK in so zato izkazovale nesprejemljive neželene učinke. Novejše učinkovine selektivno zavirajo CDK4 in CDK6. V fazi celičnega cikla G1 tvorita CDK4/6 kompleks s ciklinom D, kar olajša fosforilacijo retinoblastomske beljakovine (beljakovina Rb) in napredovanje celičnega cikla. Če pride do mutacije poti ciklin D – CDK4/6 – beljakovina Rb, to povzroči izgubo njene nadzorne funkcije, kar vodi v nenadzorovano celično delitev (kar se zgodi pri nastanku rakavih celic). Zaviralci CDK4/6 z zaviranjem aktivnosti encimov CDK4 in CDK6 povzročijo zaustavitev celičnega cikla v fazi G1.

## Neželeni učinki
Neželeni učinki odobrenih zaviralcev CDK4/6 so večinoma blagi in obvladljivi (pri hujših neželenih učinkih na primer z zmanjšanjem odmerka ali začasno prekinitvijo zdravljenja). Najpogostejše je škodljivo delovanje na krvotvorni sistem, zlasti pogosto se pojavlja nevtropenija (zmanjšano število nevtrofilcev v krvi); slabokrvnost in trombocitopenija sta redkejši. Nevtropenija je sicer pogost neželeni učinek, vendar gre običajno za blago obliko; febrilna nevtropenija se pojavi le pri okoli 2 % bolnikov. Med drugim se pojavljajo tudi utrujenost (pri okoli 40 % bolnic) in slabost, bolečine v trebuhu, zmanjšan tek, bruhanje in delno izpadanje las.
Varnostni profili različnih zaviralcev CDK4/6 so podobni, vendar pa izraža vsaka od odobrenih učinkovin tudi določene neželene učinke, ki odstopajo od siceršnjega varnostnega profila celotne skupine zaviralcev CDK4/6:
- ribociklib: hepatotoksičnost (škodljivo delovanje na jetra) in reverzibilno, od koncentracije odvisno podaljšanje intervala QTc;
- abemaciklib: znatno večja pojavnost neželenih učinkov na prebavila (zlasti driske) in utrujenosti.